# Cro-mo
A Cro-mo (Cromoly) a króm-molibdén (chromium-molybdenum) fémötvözet nevének rövidítése, főleg kerékpárvázak és versenyautó-bukókeretek alapanyagaként terjedt el.
Az acélnál könnyebb, azonban igen tartós és ellenálló, rugalmas ötvözet. 4130-as acélként is ismeretes.
Ötvöző anyagok aránya:
- 0,28-0,33% szén
- 0,4-0,6% mangán
- 0,8-1,1% króm
- 0,15-0,25% molibdén
- 0,04% foszfor
- 0,04% kén
- 0,2-0,35% szilícium